# فنسنت ارين
فنسنت ارين (بالإنجليزية: Vincent Warren)‏ هو راقص أمريكي، ولد في 31 أغسطس 1938 في جاكسونفيل في الولايات المتحدة، وتوفي في 25 أكتوبر 2017 في مونتريال في كندا.